# Indigofera uniflora
Indigofera uniflora är en ärtväxtart som beskrevs av William Roxburgh. Indigofera uniflora ingår i släktet indigosläktet, och familjen ärtväxter. Inga underarter finns listade i Catalogue of Life.